# Florence Parly

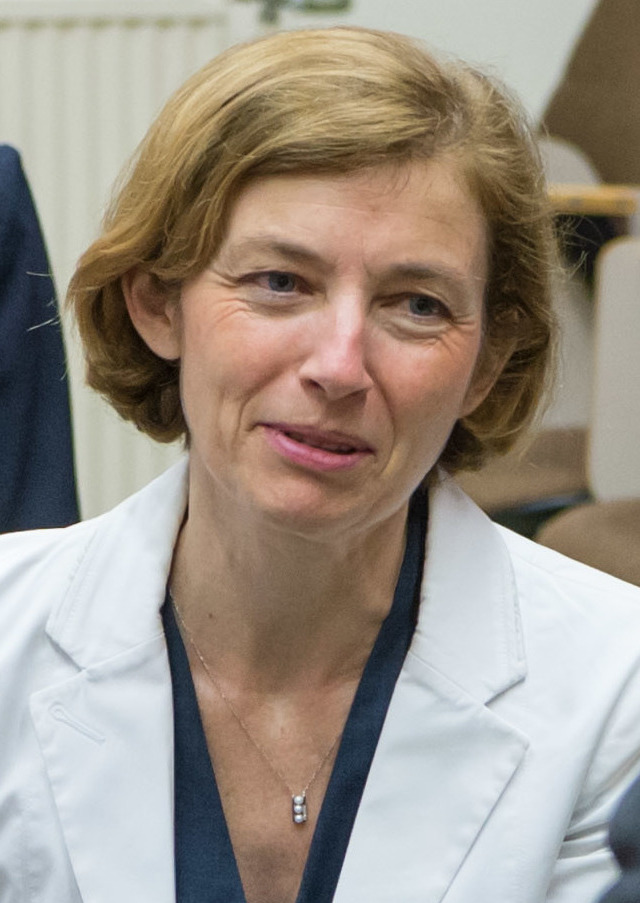
Florence Parly (2017)

Florence Parly (* 8. Mai 1963 in Boulogne-Billancourt) ist eine französische Managerin und Politikerin (Territoires de progrès). Von 2017 bis 2022 war sie Französische Verteidigungsministerin.

## Leben
Florence Parly ist die Tochter von Jeanne-Marie Parly, die 2000 persönliche Referentin (directeur de cabinet) von Claude Allègre im Ministerium für Bildung war. Florence Parly studierte am Institut d’études politiques de Paris (Sciences-Po) und der École nationale d’administration (ENA) mit dem Abschlussjahrgang (promotion) Fernand Braudel (1985–1987). Sie ist seit 2009 Ritter der Ehrenlegion (Ch. LH).
Parly war seit 1987 Beraterin in verschiedenen Ministerien und arbeitete ab 1997 in der Staatskanzlei (Cabinet) von Premierminister Lionel Jospin. Von 2000 bis 2004 war sie Staatssekretärin im Haushaltsministerium (Ministère de l’Action et des Comptes publics). 2004 wechselte sie als Präsidentin zur Regionalen Entwicklungsagentur Paris Île-de-France (L’Agence Régionale de Développement Paris Île-de-France). 
Anschließend setzte sie ihre Karriere in der Wirtschaft fort, zunächst bei Air France, wo sie ab 2007 für die strategische Ausrichtung zuständig war. Von 2008 bis 2014 war sie stellvertretende Generaldirektorin der Air France. 
Im November 2014 wurde sie zur stellvertretenden Generaldirektorin der Französischen Staatsbahnen (SNCF), zuständig für Strategie und Finanzen, berufen. Im Mai 2016 stieg sie zur Generaldirektorin (CEO) der SNCF Voyageur auf und war für den gesamten Personenfernverkehr der Gruppe zuständig.
Am 21. Juni 2017 berief Präsident Emmanuel Macron sie zur Verteidigungsministerin im Kabinett von Édouard Philippe. Sie wurde Nachfolgerin von Verteidigungsministerin Sylvie Goulard, die zurückgetreten war und dies mit Ermittlungen gegen ihre Partei MoDem wegen einer Scheinbeschäftigungsaffäre begründet hatte. Diese Position behielt sie auch im nachfolgenden Kabinett Castex. 
Sie gehörte von 1995 bis 2006 der Sozialistischen Partei (PS) an und trat 2020 der linksliberalen Territoires de progrès bei. 
Parly hat zwei Kinder und ist mit Martin Vial, einem ehemaligen Präsidenten des Unternehmens La Poste, verheiratet.